# Angus Gunn
Angus Fraser James Gunn (Norwich, 22 de janeiro de 1996) é um futebolista inglês naturalizado escocês que atua como goleiro. Atualmente, defende o Nottingham Forest e a Seleção Escocesa.